# Костюм (облекло)
Костюмът е вид горно облекло, състоящ се от сако и панталон (или пола).
Смята се, че костюмът се ражда през XIX век в Англия. Изработва се от текстил и се счита за работно облекло в официалните и бизнес средите.
Мъжкият официален костюм може да включва също жилетка и се носи с риза и вратовръзка. Женският официален костюм включва обикновено пола (вместо панталон) и се носи с блуза.

## История на дамското сако
Смята се, че дамското сако за първи път се ушива през 1881 г. в Париж, и то от английски шивач. Първообраза на дамското сако наподобявал разчупен модел на корсет, без пристягащите елементи. Небезизвестната Коко Шанел сътворява нова кройка за дамското сако, отново в Париж. Нейният вариант е дреха без яка с леко втален силует, както и елементи за запазването на линията дори при движение. Дамското сако е издигнато в култ от известни личности и обикновени жени по цял свят. Смята се, че първата жена, носила мъжки дрехи е Жорж Санд, макар че Жана д'Арк, между другото, е изгорена на клада и за това.